# Quirin Boel

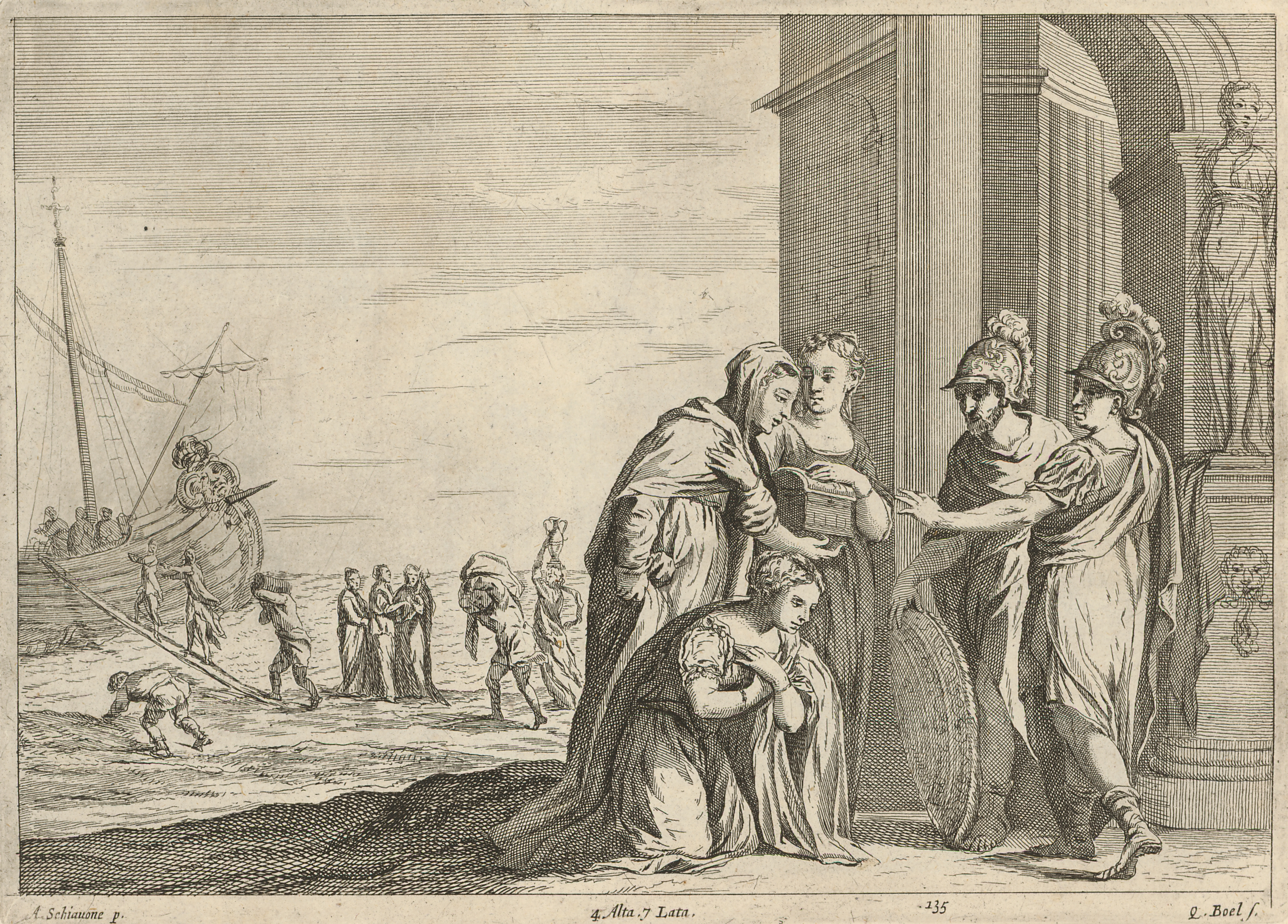
Eneas se despide de Dido, grabado de Quirin Boel por pintura de Andrea Schiavone para el Theatrum Pictorium de David Teniers

Quirin Boel (Amberes, 5 de enero de 1620-antes de 1678) fue un grabador al aguafuerte y buril flamenco.

## Biografía y obra
Hijo de Jan Boel, fue bautizado el 25 de enero de 1620 en Amberes y allí se habría iniciado en el dibujo teniendo a David Teniers el Joven como maestro, pero en los registros del gremio de San Lucas de la ciudad no figura inscrito y en 1656 residía en Bruselas, según consta por el acta de bautismo del mayor de sus hijos.
Trabajó a las órdenes de David Teniers en los grabados de reproducción de los cuadros de la colección de pintura italiana formada en Bruselas por el archiduque Leopoldo Guillermo, reunidos en un volumen publicado en 1660 y varias veces reimpreso con el título Theatrum Pictorium. Del total de doscientos cuarenta y tres grabados de los que consta el volumen completo, veintinueve corresponden a Boel. Como la propia colección del archiduque, los motivos de los grabados de Boel comprenden variedad de asuntos, desde la hagiografía (Santa Juliana de Nicomedia por pintura de Domenico Fetti y San Jerónimo en dos versiones, según Dosso Dossi y según Palma el Joven) y la historia sagrada (Parábola de los ciegos a partir de una pintura del mismo Fetti; Parábola del buen samaritano de Francesco Bassano y Resurrección de Lázaro de Palma el Viejo), las alegorías (La templanza según Andrea Schiavone), la historia de Roma (Manio Curio Dentato según Schiavone) o la mitología (Diana y Calisto según Palma el Viejo, Perseo y Andrómeda según Fetti o el Rapto de Ganímedes a partir del conocido dibujo de Miguel Ángel, entre otras). Boel firmó además la portada de una serie de seis estampas con monos realizando acciones humanas, una de las célebres singeries de David Teniers, y, siempre por dibujo de este, un Concierto de gatos y diversas escenas de taberna y tipos populares, descritas como las estampas más apreciadas por los coleccionistas de las grabadas por Boel.